# Diócesis titular de Valpuesta

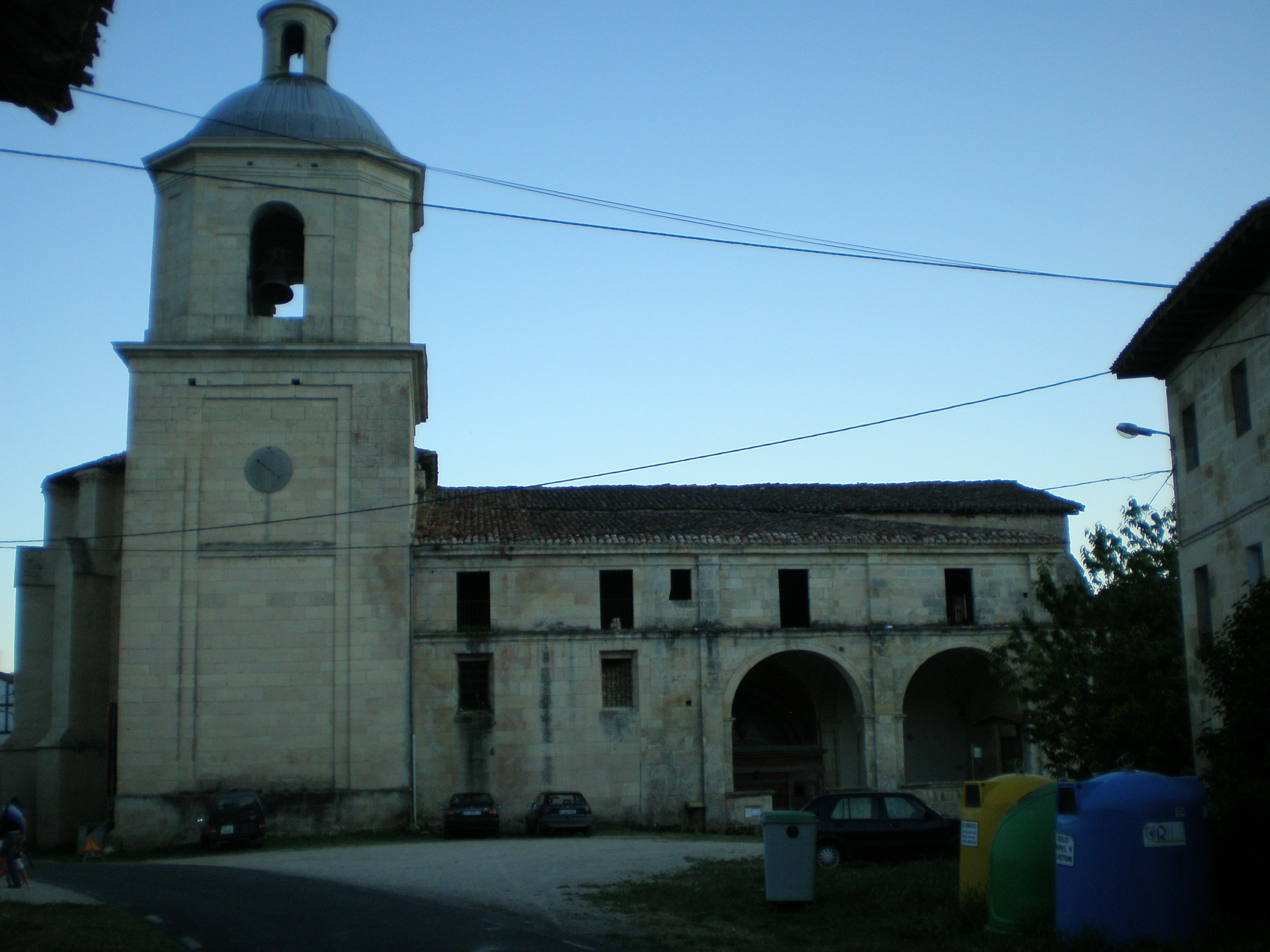
La colegiata de Santa Maria de Valpuesta

La diócesis de Valpuesta (en latín: Dioecesis Vallispostana) es una sede titular de la Iglesia católica

## Historia
Con la desaparición de la diócesis de Auca trasde la invasión árabe del siglo VIII, se formaron varias diócesis en la región de Burgos conforme avanzaba la Reconquista.
Una de estas diócesis fue la de Valliposita  (con sede en Valpuesta, una localidad de la provincia de Burgos). Se erigió en 804, cuando el obispo Juan fijó su sede en la colegiata de Santa María con consentimiento del rey Alfonso II, el Casto.
Desde 1052 hasta 1065, Vallpuesta se unió con la diócesis de Nájera bajo el pontificado del obispo Gómez.
Fue suprimida en 1084 y su territorio se unió a la diócesis de Burgos.
Según la obra España sagrada, no existe base histórica para afirmar que la sede de Auca se trasladó a Valpuesta y posteriormente a Burgos, que serían distintas sedes episcopales con  obispoos diferenentes en el mismo periodo histórico.
Desde 1969 la diócesis de Valpuesta es una sede titular de la Iglesia católica

## Episcopolio
- Juan † (804 - 843)
- Antonio † (863)
- Felmiro † (876 - 881)
- Fredulfo † (884 - 890)
- Diego I † (900)
- Diego II † (929 - 957)
- Martín † (963 - 992)
- Blas (Velasco) † (1008 - 1011)
- Sancho † (1011 - 1022)
- Munio I † (1024 - 1037)
- Atón † (1037 - 1049)
- García † (1049 - 1052)
- Gómez † (1052 - 1065)
- Munio II † (1065 - 1087)

## Obispos titulares
- Louis La Ravoire Morrow, S.D.B. 31 de octubre de  1969 - 27 de abril de 1971 (dimitió).
- Constantino José Lüers, O.F.M. 13 de abril de 1973 - 24 de marzo de 1976 (nombrado obispo de Penedo).
- Joseph Abel Francis, S.V.D. 3 de mayo de 1976 - 1 de septiembre de 1997( Falleció).
- Angelito Lampón y Rendón, O.M.I. 21 de noviembre de 1997 - 6 de noviembre de 2018 (nombrado arzobispo de Cotabato).
- Sebastián Chico Martínez, 20 de febrero de 2019 - 25 de octubre de 2021 (nombrado obispo de Jaén).
- Vicente Martín Muñoz, desde el 23 de abril de 2024.